# Olga (Primorje)
Olga (russisch О́льга) ist eine Siedlung städtischen Typs in der Region Primorje in Russland mit 3167 Einwohnern (Stand 1. Oktober 2021).

## Geographie
Der Ort liegt etwa 280 km Luftlinie östlich des Regionsverwaltungszentrums Wladiwostok an der Olgabucht des Japanischen Meeres, bei der Einmündung des gleichnamigen Flüsschens Olga.
Olga ist Verwaltungszentrum des Rajons Olginski sowie Sitz der Stadtgemeinde Olginskoje gorodskoje posselenije, zu der außerdem das gut 12 km nördlich gelegene Dorf Serafimowka gehört.

## Geschichte
Zur Zeit des Königreiches Balhae soll sich in der Gegend die Provinzhauptstadt Anzhou (koreanisch 안주; chinesisch 安州) befunden haben. Der heutige Ort hat seine Wurzeln im Jahr 1858, in dem die Region durch das Russische Kaiserreich im Ergebnis des Vertrages von Aigun in Besitz genommen wurde. Die neuen Eigentümer errichteten hier einen Militärposten. Der Name der Bucht und damit auch der Ortschaft geht auf die Heilige Olga zurück, einer Regentin der Kiewer Rus im 10. Jahrhundert. Im Jahr 1857 vergab der spätere Admiral Nikolai Tschichatschow den Namen, der als Kommandeur an Bord der Korvette Amerika die Küste der Gegend kartierte.
Am 4. Januar 1926 wurde Olga Verwaltungssitz eines nach ihr benannten Rajons, seit 4. Juli 1945 besitzt die Ortschaft den Status einer Siedlung städtischen Typs.

### Bevölkerungsentwicklung
| Jahr      | 1897 | 1923 | 1939  | 1959  | 1970  | 1979  | 1989  | 2002  | 2010  | 2021  |
| --------- | ---- | ---- | ----- | ----- | ----- | ----- | ----- | ----- | ----- | ----- |
| Einwohner | 32   | 736  | 2.949 | 3.377 | 3.349 | 4.435 | 4.802 | 4.453 | 4.026 | 3.167 |

## Verkehr
Die Siedlung liegt an der Regionalstraße 05N-131 (ehemals R447), die im gut 320 km entfernten Nachodka beginnt, durch das südwestlich benachbarte Rajonzentrum Laso führt und gut 80 km nördlich von Olga bei Kawalerowo die 05N-100 (ehemals A181) erreicht. Damit stellt die Trasse die Verbindung mit Ossinowka bei Ussurijsk über Arsenjew mit Dalnegorsk und zur Ortschaft Rudnaja Pristan her. Zudem besitzt Olga einen Seehafen südöstlich des Ortskerns, über den im Wesentlichen Rohstoffe – vor allem Holz aus den lokalen Wäldern – umgeschlagen werden. An der zentralen Ленинская улица (russisch), deutsch ‚Leninstraße‘, findet sich ein Busbahnhof und im Nordosten der Stadt existiert ein ausgebauter Hubschrauberlandeplatz.

## Sehenswürdigkeiten
Im Ortskern befindet sich eine Holzkirche, welche der Heiligen Olga gewitmet ist. Davor ist ein prominent platziertes Lenin-Denkmal zu finden. Weiter gibt es in der Umgebung des Ortes Heilwasserquellen und unweit der Engstelle an der die Olgabucht ins offene Meer übergeht, befinden sich Reste alter Befestigungsanlagen des frühen 20. Jahrhunderts, Ruinen eines Zinklagers und eines Munitionsdepot; sowie ein alter Wasserflugzeughangar.

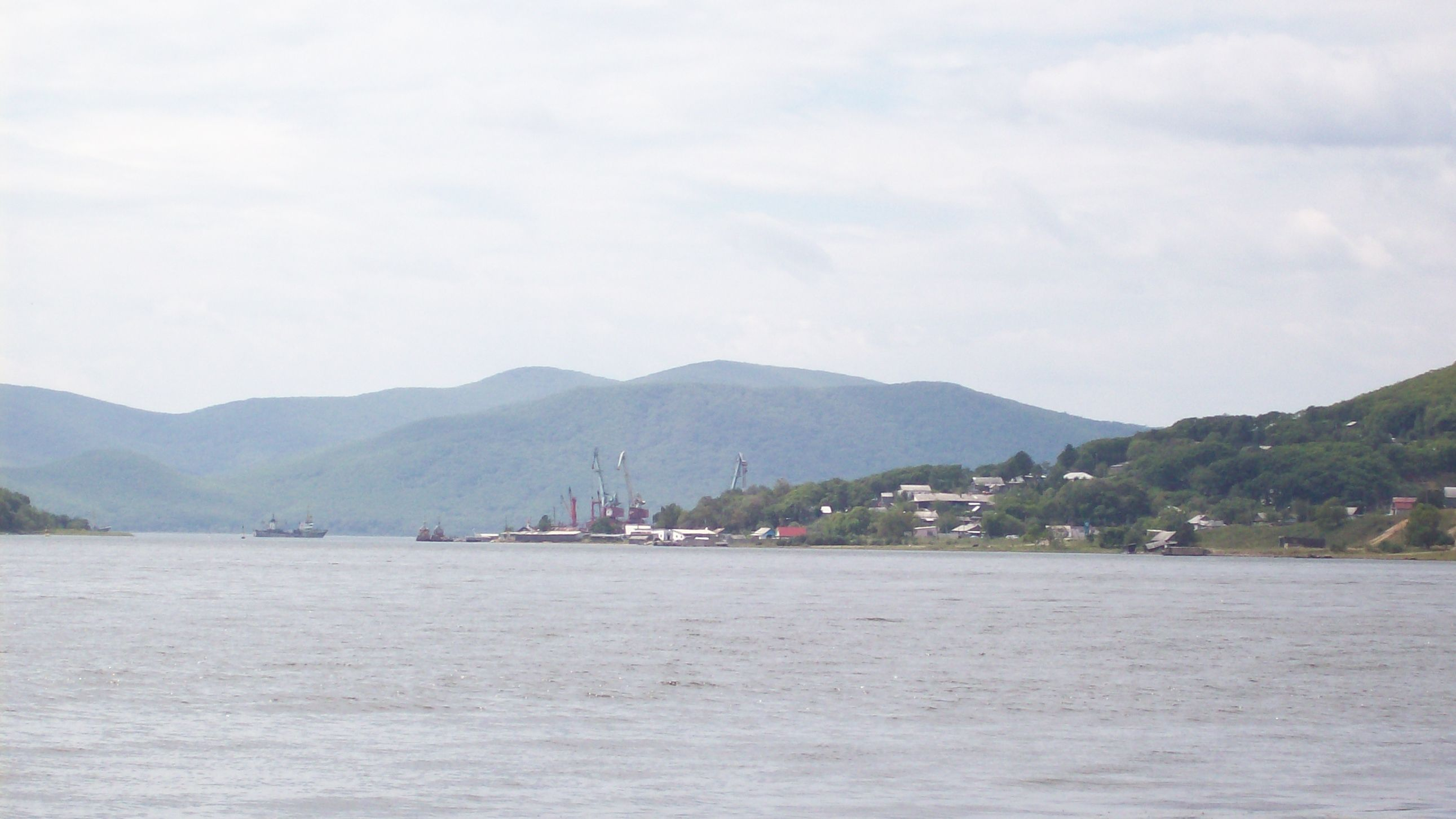
Hafen Olga an der Olgabucht
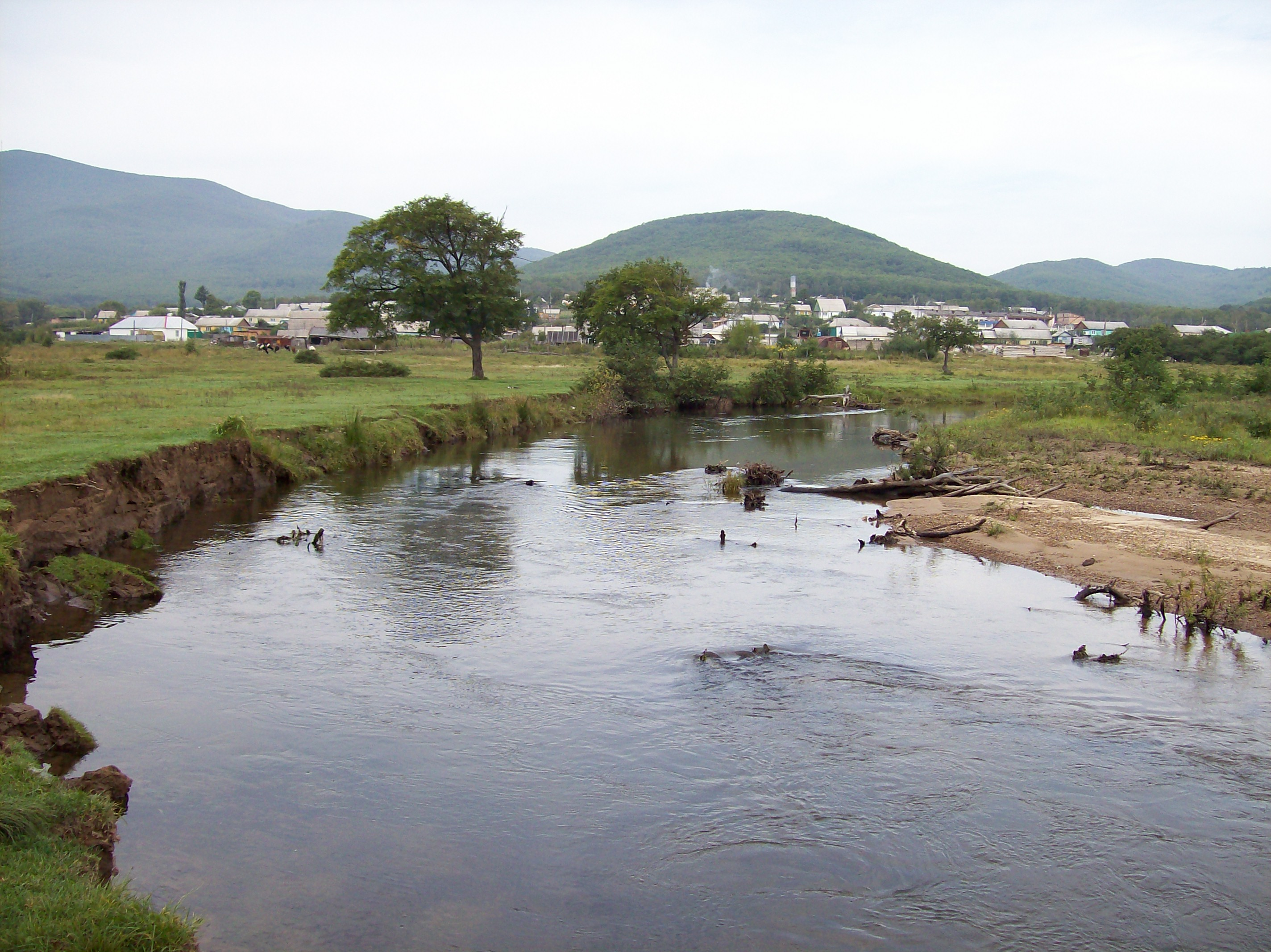
Fluss und Siedlung Olga
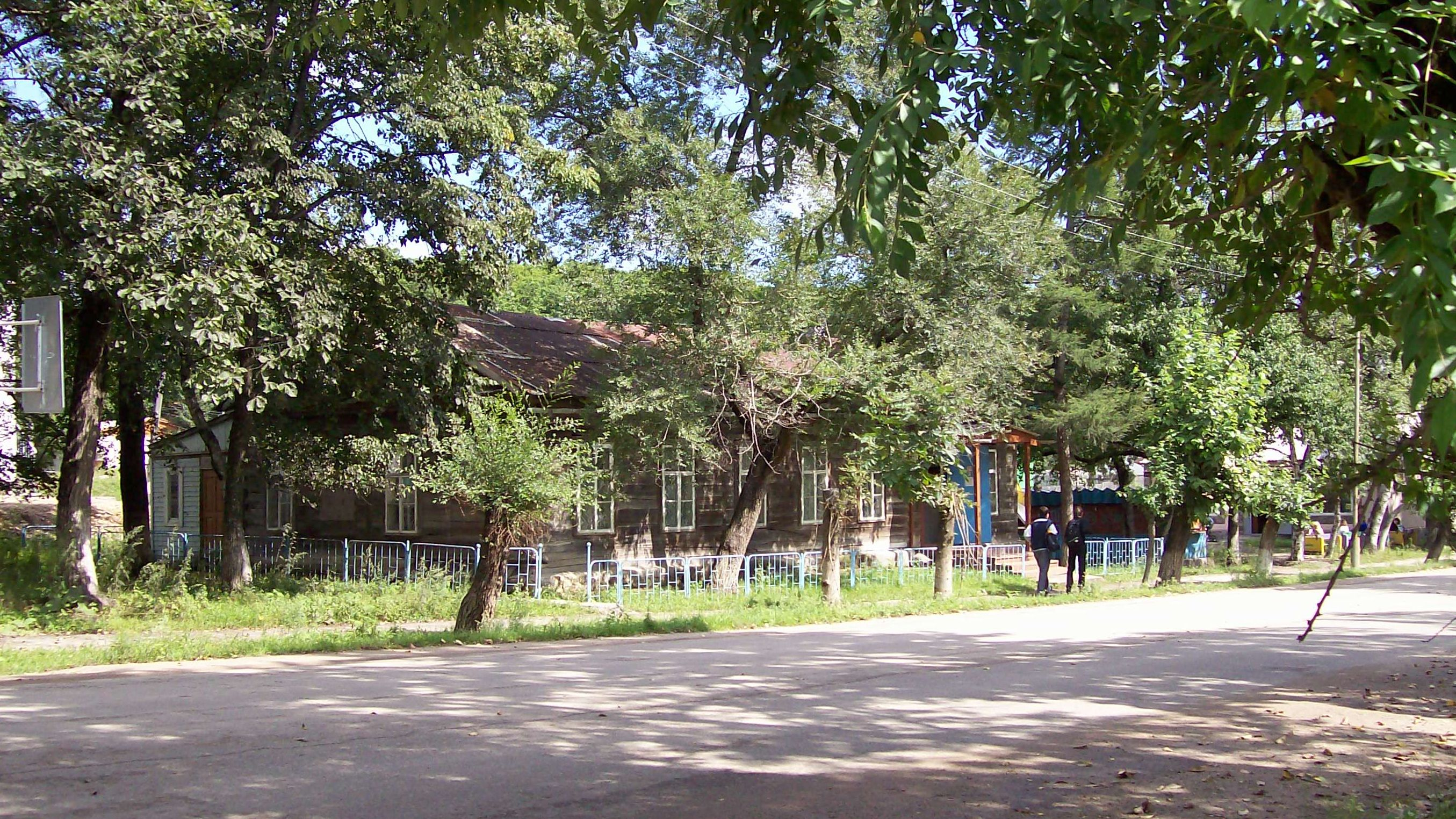
Heimatmuseum
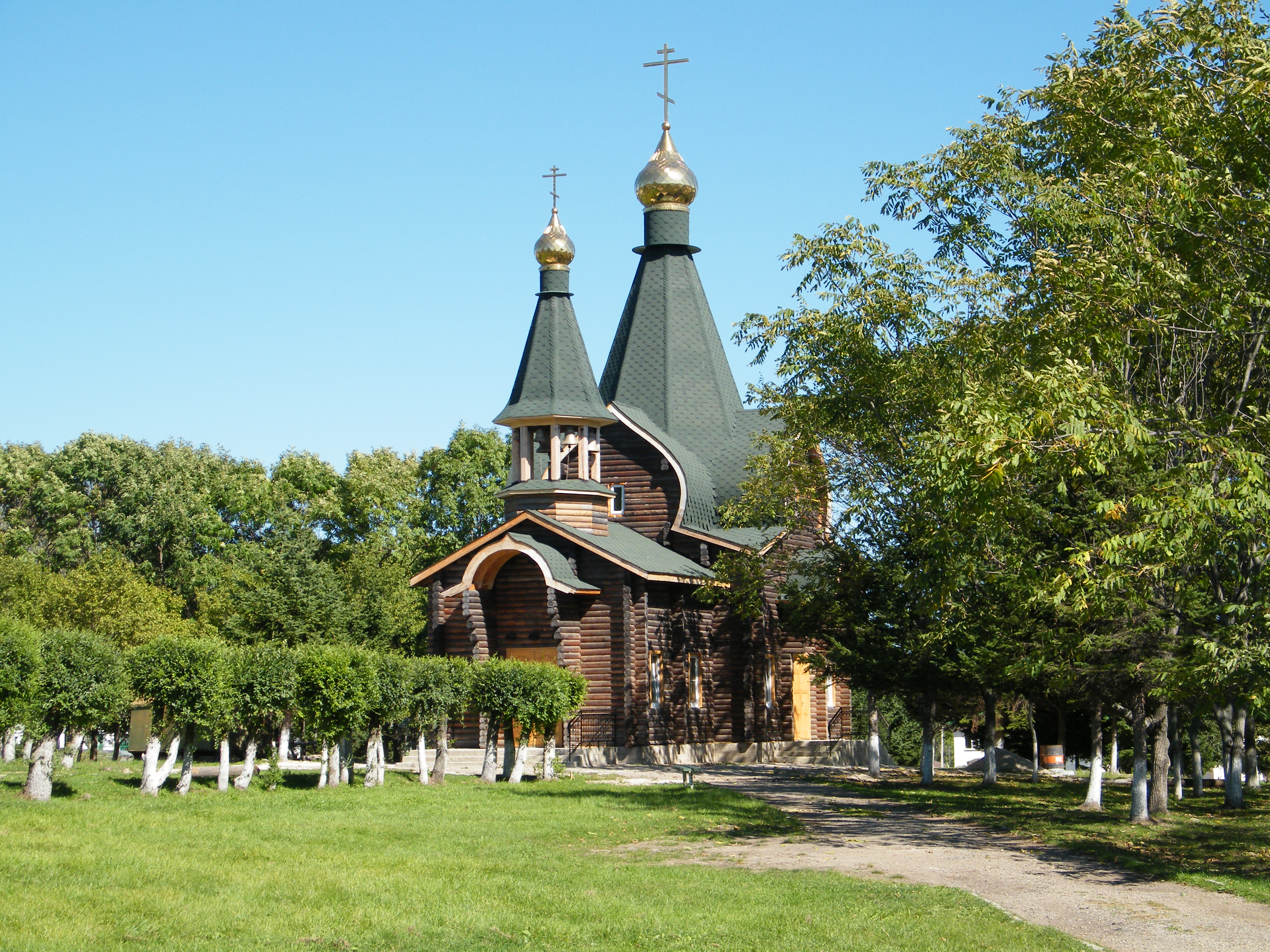
Kirche in Olga
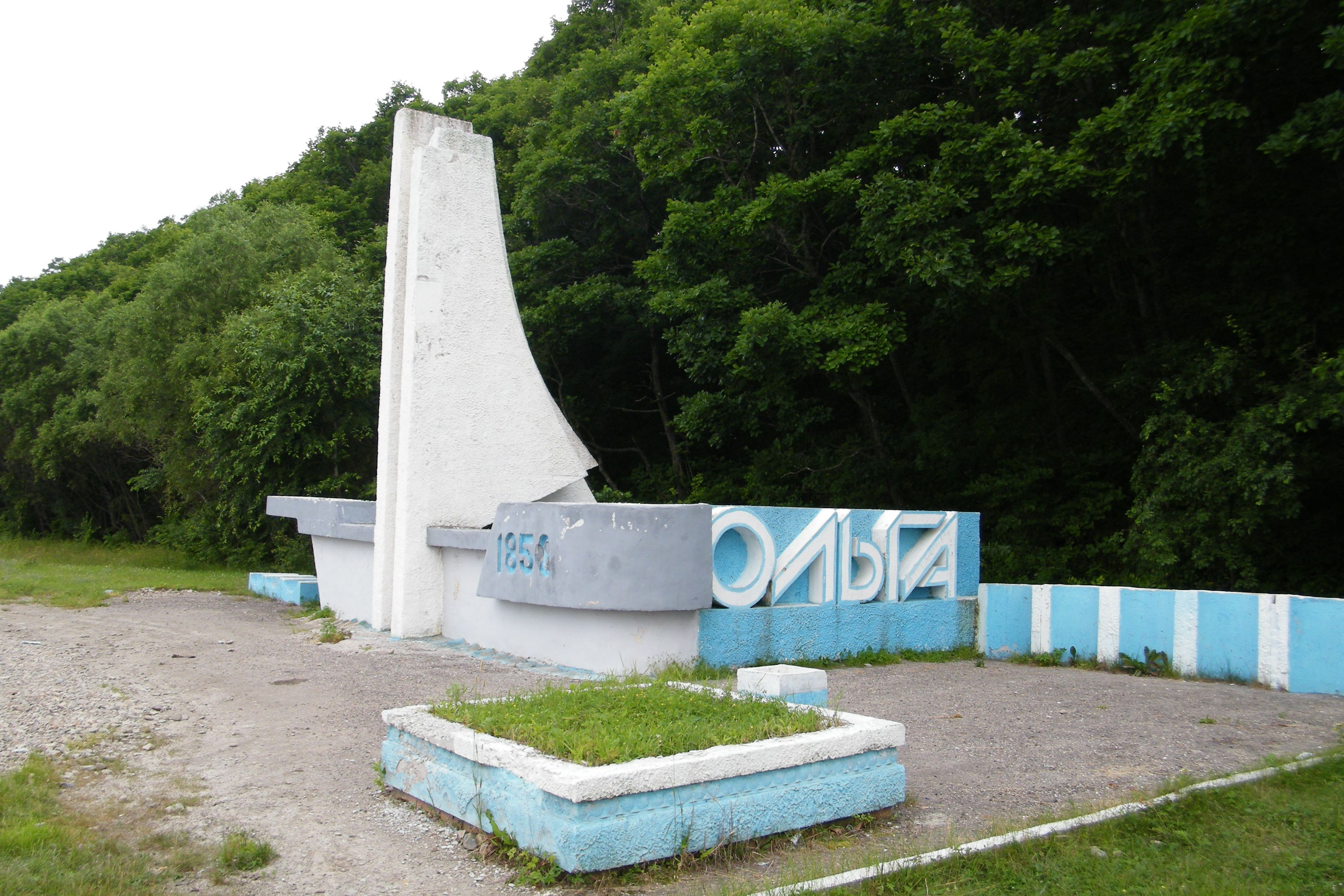
Stele an der Einfahrt nach Olga